# Baiami volucripes
Espèce
Synonymes
- Epimecinus volucripes Simon, 1908

Baiami volucripes est une espèce d'araignées aranéomorphes de la famille des Desidae.

## Distribution
Cette espèce est endémique du Sud-Est de l'Australie-Occidentale,.

## Description
La carapace des mâles mesure de 2,54 à 4,00 mm de long sur 1,72 à 3,05 mm de large, son abdomen de 1,85 à 3,35 mm de long. La carapace des femelles mesure de 3,02 à 4,75 mm de long sur 2,26 à 3,84 mm de large, son abdomen de 3,50 à 5,20 mm de long.

## Publication originale
- Simon, 1908 : Araneae. 1re partie. Die Fauna südwest-Australiens. Jena, vol. 1, no 12, p. 359-446 (texte intégral).